# Sockerslottet, Karlstad

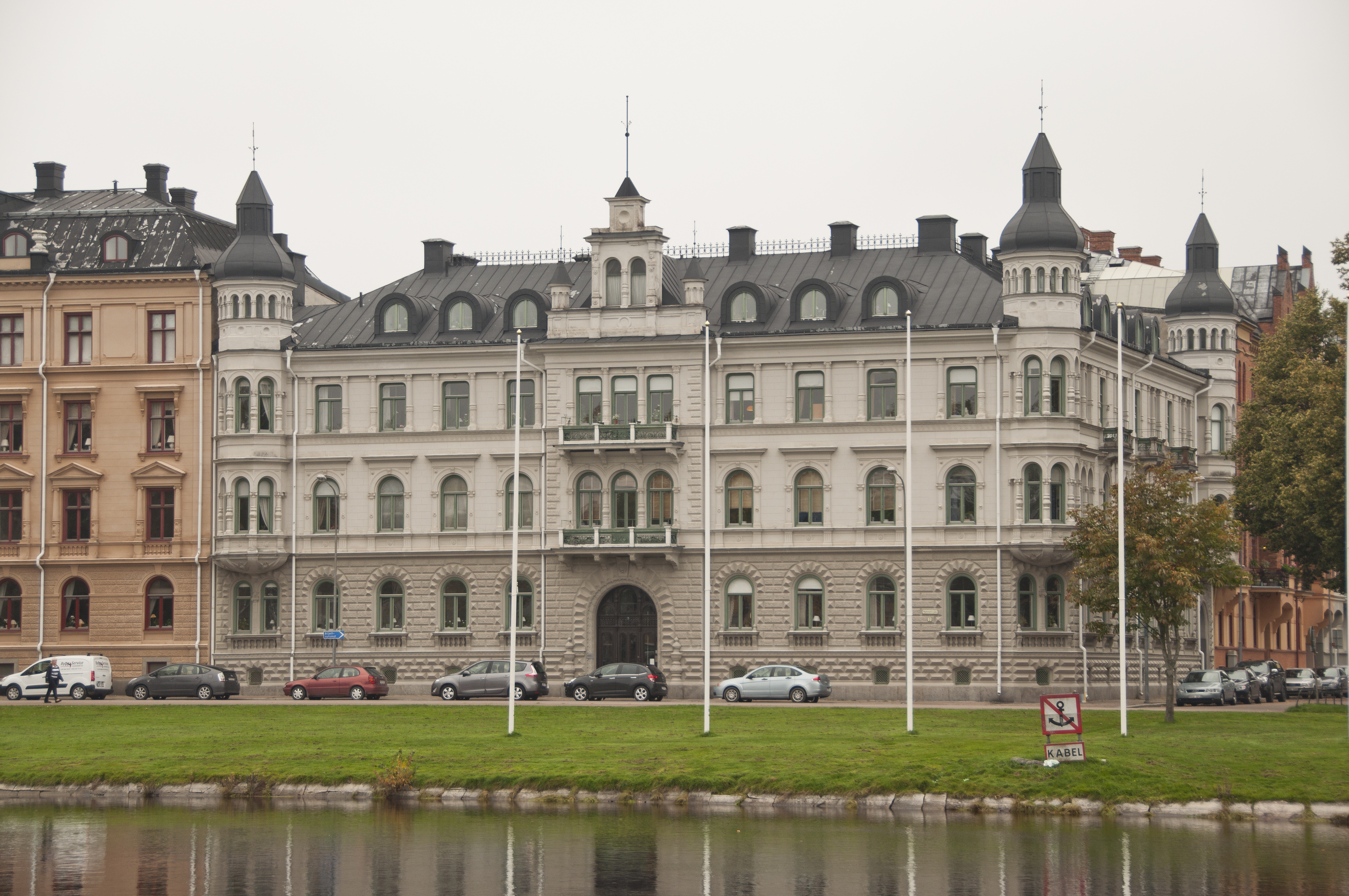
Sockerslottet

Sockerslottet i Karlstad är smeknamnet på den byggnad som uppfördes 1898–1899 i kvarteret Ugglan vid Hybelejens gata 2 i Klara i Karlstad nära Karlstads teater.

## Historik
Byggherre var Jonas Andersson i Trossnäs som vid denna tid var Värmlands störste jordägare. Han reste huset i residensstaden åt sin dotter Ida inför hennes giftermål med lektorn vid Karlstads högre allmänna läroverk, Conrad Fristedt. Andersson gick bort innan byggnationen var klar och svärsonen och brukspatronen J.A. Fahlberg fick ta över.
Uppdraget att rita huset gick till Stockholmsarkitekten Carl Österman. Östermans byggnad reser sig i tre våningar med vind samt källare. Fasaderna gjordes strikt symmetriska och har en välartikulerad putsarkitektur med formgjutna gipsornamenten och dekorerade burspråksutdragna tornbyggnader. Huset var påkostat och utrustades redan från början med gasljus, badrum och torrklosetter. Där badrummet var Värmlands första. Konstnären Olof W Nilsson målade vägg- och takmålningarna i trapphuset. I källaren fanns förutom vaktmästarbostad även bagarstuga, tvättstuga och vedbodar.
De ursprungliga kvaliteterna är idag fortfarande välbevarade och huset förklarades som byggnadsminne 1993 och i samband med arkitekturåret 2001 utsågs Sockerslottet till Värmlands läns vackraste byggnad.

## Bilder

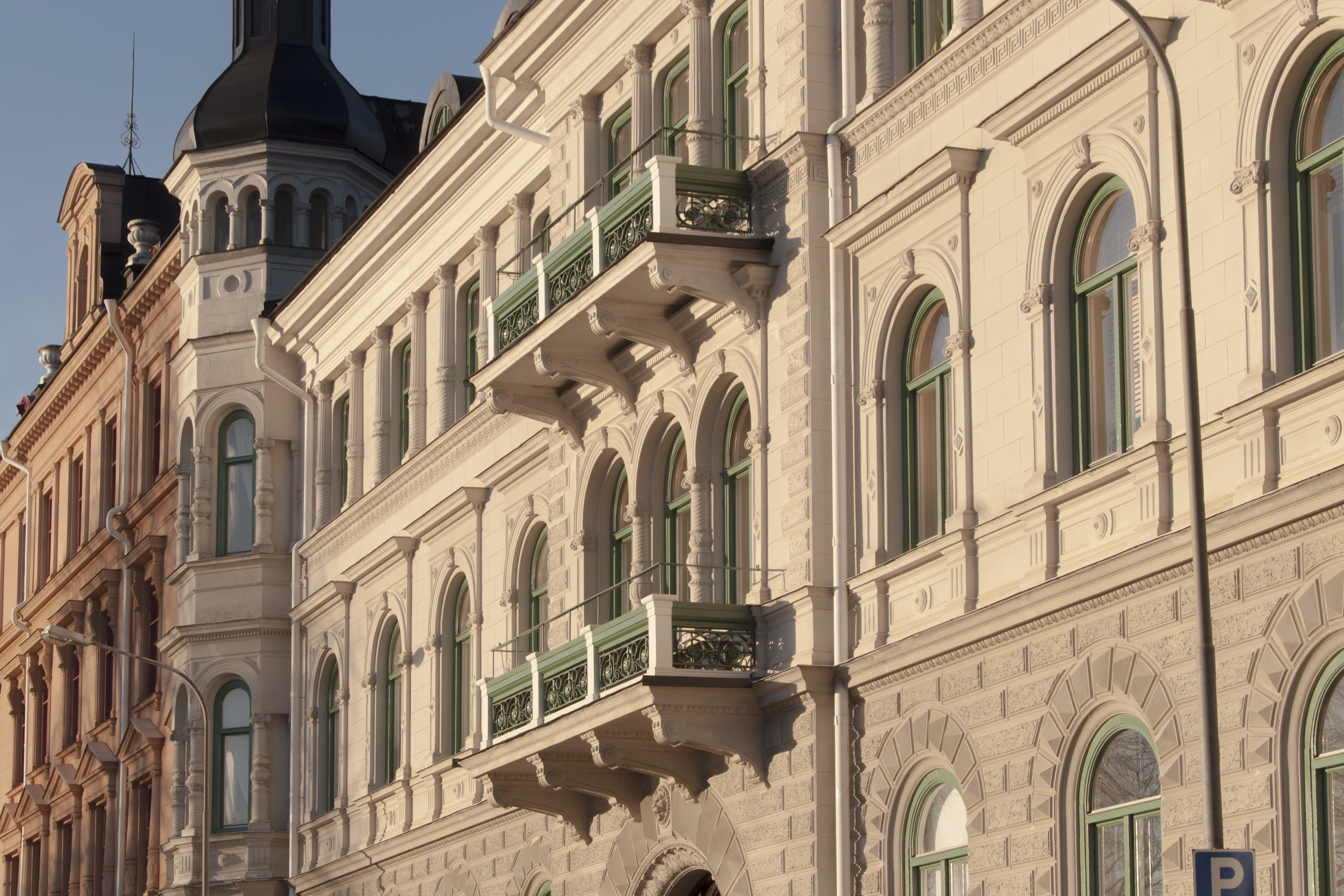
Putsarkitektur
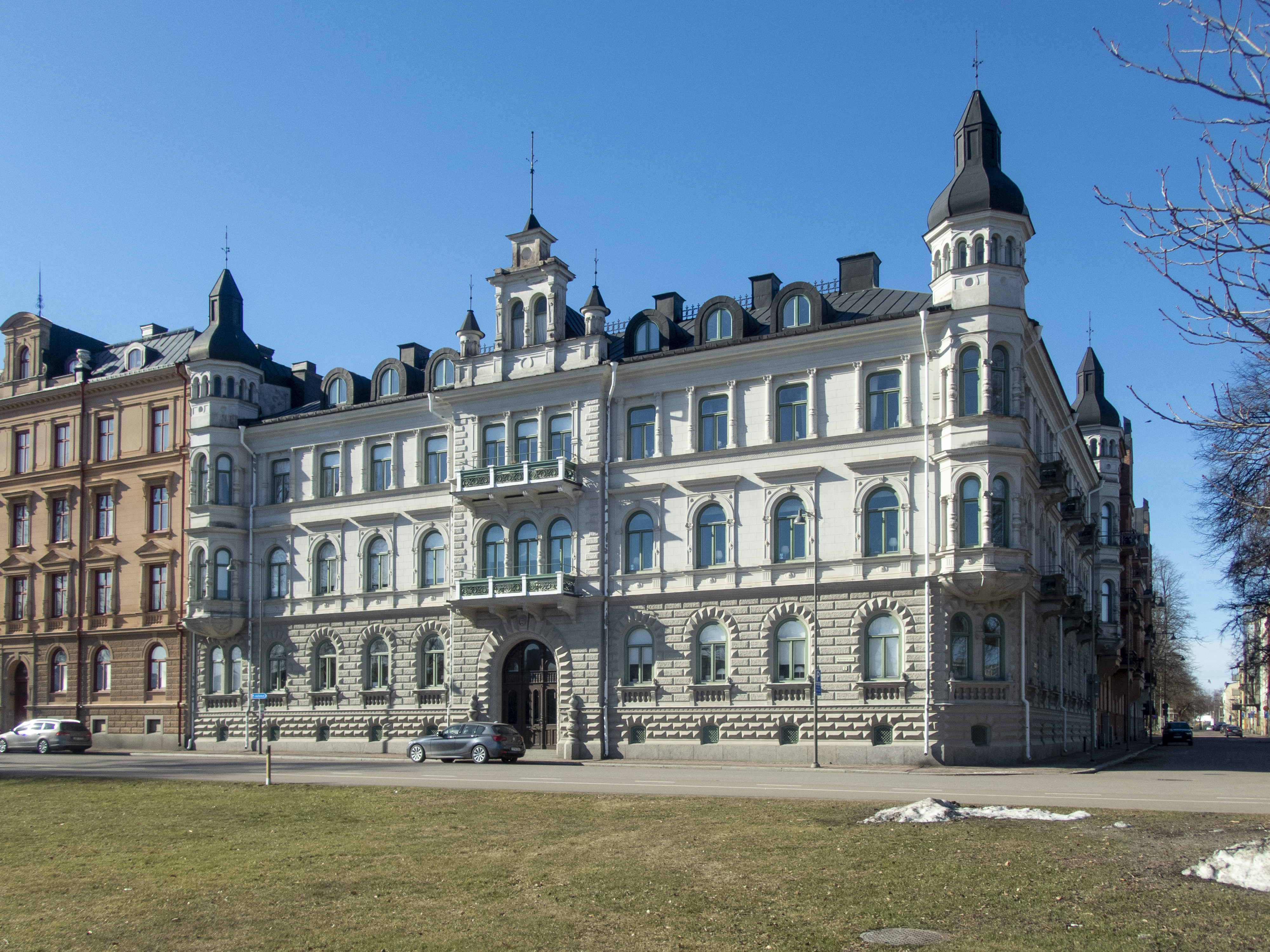
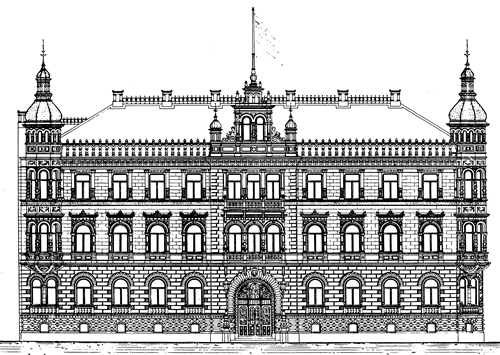
Originalritningarna.
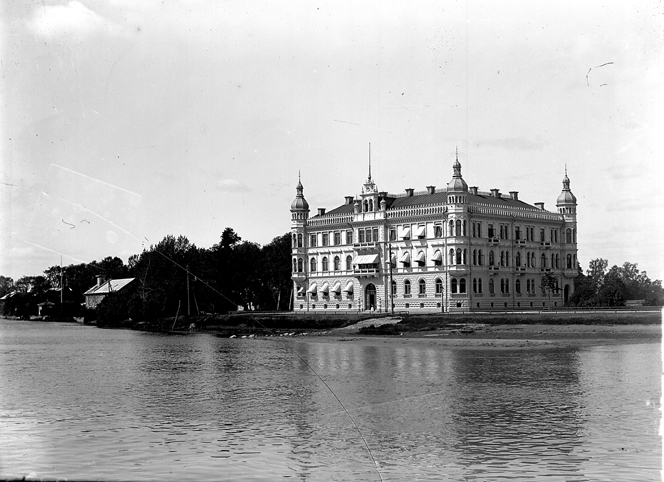
Sockerslottet 1902